# Резня в Маане
Резня в Маане — эпизод вооружённого конфликта в Сирии, произошедший 9 февраля 2014 года, в ходе которого боевики радикальных исламистских группировок учинили массовую расправу над мирным населением деревни Маан, населённой преимущественно алавитами — единоверцами президента Башара Асада. По разным данным жертвами исламистов стало 21 — 62 человек, в основном женщины и дети.

## Ход событий
Маан — небольшая деревня, расположенная в окрестностях Хамы. Большинство её жителей деревни — мусульмане-алавиты. Через Маан проходит магистраль, соединяющая Дамаск с северными провинциями Сирии. 9 февраля 2014 года боевики из исламистской группировки «Исламский фронт» совершили вооружённое нападение на деревню. В ходе боя погибли 25 местных алавитских ополченцев, а после штурма исламисты учинили расправу над её жителями, жертвами которой стали в основном старики, женщины и дети.
В расправе над мирным населением сирийские власти обвинили боевиков организации «Исламский фронт», действующих при поддержке Саудовской Аравии. Государственное телевидение Сирии сообщало, что в ходе резни жертвами исламистов оказалось по меньшей мере 60 мирных жителей. Источники в сирийской оппозиции сообщили лишь о 20 убитых.
17 февраля 2014 года правительственные войска Асада выбили исламистов и восстановили контроль над деревней, но в связи с падением режима в 2024 году, контроль над деревней переходит к исламистским организациям.